# Мірамар-Біч (Флорида)
Мірамар-Біч (англ. Miramar Beach) — переписна місцевість (CDP) в США, в окрузі Волтон штату Флорида. Населення — 8002 особи (2020).

## Географія
Мірамар-Біч розташований за координатами 30°22′35″ пн. ш. 86°19′37″ зх. д. / 30.37639° пн. ш. 86.32694° зх. д. (30.376474, -86.326864).  За даними Бюро перепису населення США в 2010 році переписна місцевість мала площу 19,03 км², з яких 18,08 км² — суходіл та 0,94 км² — водойми.

## Демографія
Згідно з переписом 2010 року, у переписній місцевості мешкало 6146 осіб у 3002 домогосподарствах у складі 1683 родин. Густота населення становила 323 особи/км².  Було 12385 помешкань (651/км²).
Расовий склад населення:
| - 93,8 % — білих - 1,8 % — азіатів - 1,1 % — чорних або афроамериканців - 0,3 % — корінних американців - 1,4 % — осіб інших рас |

До двох чи більше рас належало 1,5 %. Частка іспаномовних становила 4,4 % від усіх жителів.
За віковим діапазоном населення розподілялося таким чином: 13,7 % — особи молодші 18 років, 59,6 % — особи у віці 18—64 років, 26,7 % — особи у віці 65 років та старші. Медіана віку мешканця становила 52,1 року. На 100 осіб жіночої статі у переписній місцевості припадало 92,1 чоловіків;  на 100 жінок у віці від 18 років та старших — 91,3 чоловіків також старших 18 років.
Середній дохід на одне домашнє господарство  становив 93 476 доларів США (медіана — 50 208), а середній дохід на одну сім'ю — 127 173 долари (медіана — 102 417). Медіана доходів становила 45 922 долари для чоловіків та 40 037 доларів для жінок. За межею бідності перебувало 5,9 % осіб, у тому числі 10,3 % дітей у віці до 18 років та 1,5 % осіб у віці 65 років та старших.
Цивільне працевлаштоване населення становило 3478 осіб. Основні галузі зайнятості: мистецтво, розваги та відпочинок — 17,7 %, освіта, охорона здоров'я та соціальна допомога — 17,7 %, науковці, спеціалісти, менеджери — 16,4 %.